# 水坑口

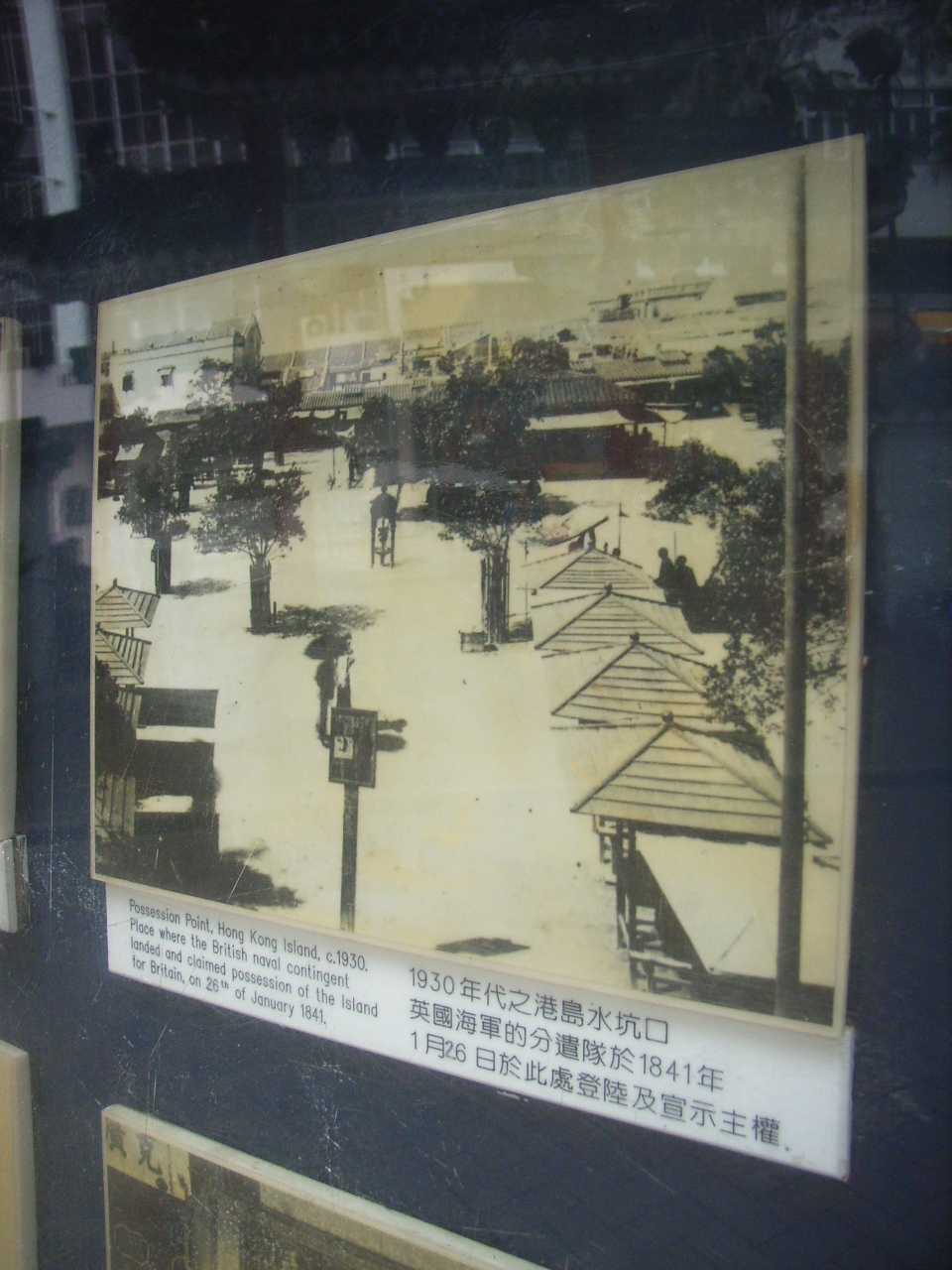
1930年的港島水坑口及歷史圖片

水坑口（英語：Possession Point，直譯：屬領角）從前是香港島西北岸的一海角，1852年進行的《文咸填海計劃》，水坑口從岸邊成為了內陸地區。在1980年代或者以前的地圖上，荷李活道公園被標示為水坑口。水坑口是根據街旁的大水坑而命名的。在香港開埠早期，此處為香港居民的重要水源。

## 歷史
1841年1月25日，英國人義律與清朝欽差大臣琦善私擬訂定《穿鼻草約》，儘管草約並沒有被雙方正式簽署，皇家英國海軍軍官卑路乍仍率領軍艦硫磺號搶灘登陸香港，英軍測量人員此前早已測定香港島西面有一片突出的高地，既平坦又臨海，可以用作軍旅紮營，於是命令工兵開闢從海旁到此處高地的道路，即今日的水坑口街。這片高地就是今日位於水坑口街西荷李活道公園一帶的大笪地。
1月26日，英國遠東艦隊支隊司令伯麥（J. J. G. Bremer）率領一支海軍陸戰隊中隊，乘高爾合號（HMS Calliope）來到香港，舉行升英國國旗儀式，宣示主權，並且在海面鳴炮，表示正式佔領香港。他們在水坑口登陸，將該處命名為「屬領角」（Possession Point），並舉行「歡樂之火」（feu de joie）儀式。